# Volt

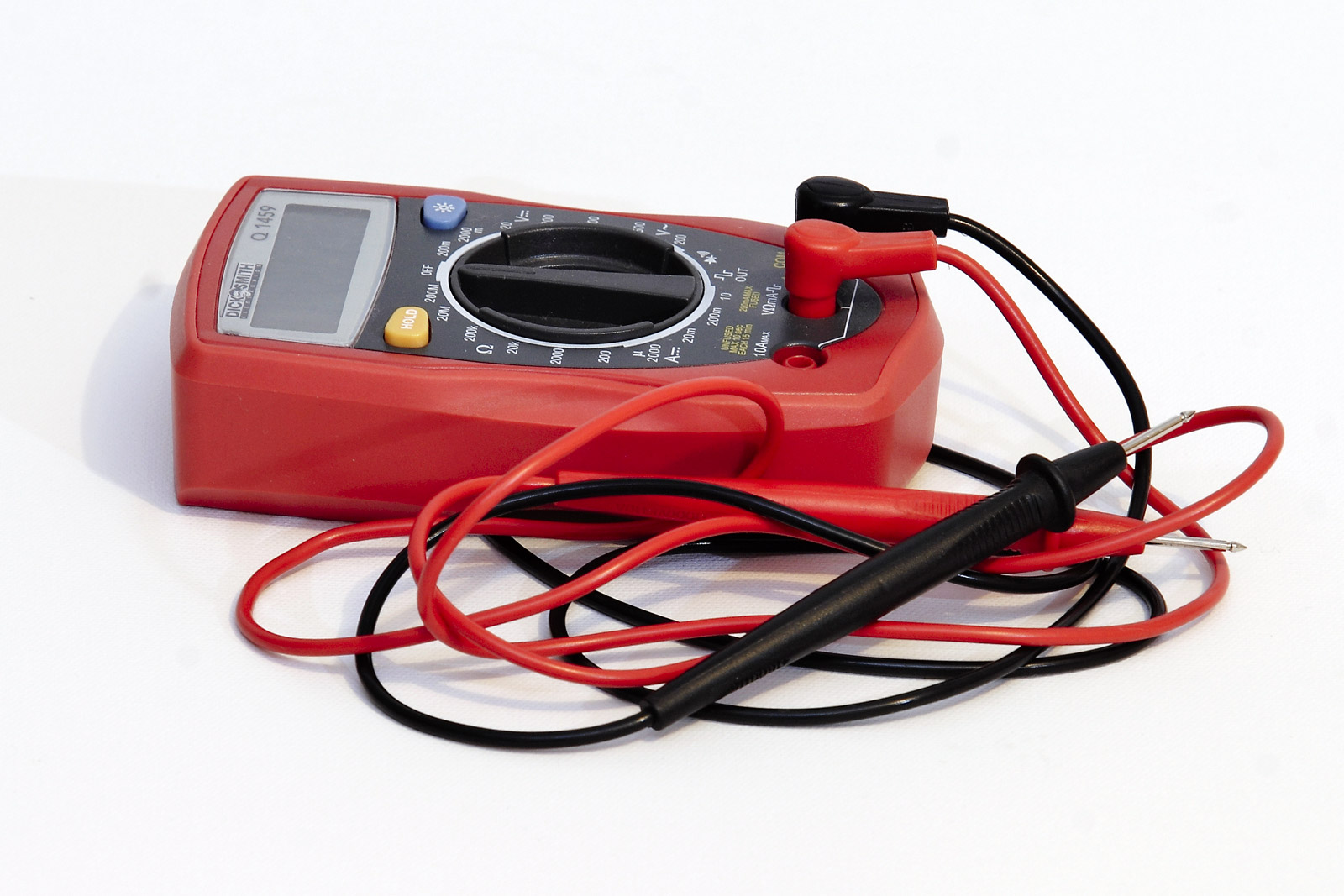
Multimetr, použitelný k měření elektrického napětí ve voltech

Volt je jednotka elektrického napětí, resp. potenciálu v soustavě SI, značí se písmenem V. Je pojmenován podle italského fyzika Alessandra Volty, vynálezce elektrického článku (1800).

## Definice
V soustavě SI patří volt mezi odvozené jednotky. Je definován jako taková velikost elektrického napětí na vodiči, kterým prochází konstantní proud 1 ampér, při kterém se na tomto vodiči rozptyluje výkon 1 watt.
Volt by také bylo možno definovat jako takové napětí mezi dvěma body, při kterém by pro přemístění elektrického náboje o velikosti 1 coulomb mezi nimi byla konána práce 1 joule. V jiných jednotkách SI lze tedy volt vyjádřit následujícími vztahy:
{\displaystyle {\mbox{V}}={\mbox{A}}\cdot \Omega ={\dfrac {\mbox{W}}{\mbox{A}}}={\sqrt {{\mbox{W}}\cdot \Omega }}={\dfrac {\mbox{J}}{{\mbox{A}}\cdot {\mbox{s}}}}={\dfrac {{\mbox{N}}\cdot {\mbox{m}}}{{\mbox{A}}\cdot {\mbox{s}}}}={\dfrac {{\mbox{kg}}\cdot {\mbox{m}}^{2}}{{\mbox{C}}\cdot {\mbox{s}}^{2}}}={\dfrac {{\mbox{N}}\cdot {\mbox{m}}}{\mbox{C}}}={\dfrac {\mbox{J}}{\mbox{C}}}}
Rozměr v základních jednotkách SI je:
V = m2·kg·s−3·A−1

## Násobky a díly
V praxi se velmi často používají násobky a díly této jednotky, např.:
- μV – mikrovolt (1 μV = 10−6 V)
- mV – milivolt (1 mV = 10−3 V)
- (V – volt)
- kV – kilovolt (1 kV = 103 V)
- MV – megavolt (1 MV = 106 V)